# بوساو
بوساو (به آلمانی: Bosau) یک شهر در آلمان است که در استهلشتاین واقع شده‌است. بوساو ۳٬۵۴۹ نفر جمعیت دارد.